# Caterina Davinio

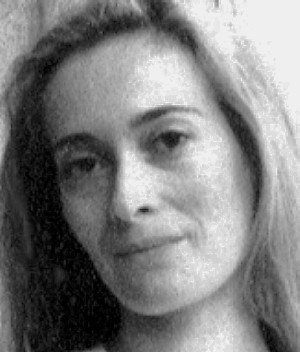
Catherina Davinio in 1990

Caterina Davinio, geboren als Maria Caterina Invidia (Foggia, 25 november 1957), is een  Italiaanse dichteres, schrijfster, fotografe, videokunstenares en computerkunstenares.
Davinio werd geboren in Foggia, maar groeide op in Rome. Hier studeerde ze ook literatuur en kunst aan de Università La Sapienza.

## Tentoonstellingen
- Biennale de Lyon (twee edities)
- Biënnale van Venetië (zeven edities sinds 1997, waar hij werkte ook als een curator)
- Athens Biennial
- Poliphonyx (Barcelona en Parijs)
- Biennale di arti elettroniche, cinema e televisione (Rome)
- Le tribù dell'Arte (Tribù del video e della performance, Rome, Galleria Comunale d'Arte Moderna e Contemporanea. Achille Bonito Oliva)
- Artmedia (Universiteit van Salerno, Mario Costa)
- New Media Art Biennial (Mérida, Mexico)
- Artists' Biennial (Hong Kong)
- E-Poetry (University SUNY Buffalo, New York)

## Werk

### Digitale kunst, videokunst
- Centomilamodi di... Perdere la Testa, digitale animatie, Art Gallery Award - MC MIcrocomputer, Rome 1992
- Dialogie al Metroquadro, digitale animatie, Rome 1994-95, in: VeneziaPoesia 1997, 47 Biënnale van Venetië (een Latere), Nanni Balestrini curator.
- Eventi Metropolitani, digitale animatie, Rome 1995
- Videopoesie Terminali, video-serie, Rome 1996-97
- U.F.O.P., Unidentified Flying Poetry Objects, digitale animatie, video-serie, Monza 1999
- Fluxus Trilogy, digitale video, Lecco 2002
- Caterina Davinio for Alan Bowman Fried/Frozen Events 2003, Lecco 2003
- Poem in Red, digitale video. Gewijd aan Ferrari auto. Lecco 2005
- Milady Smiles. Dedicated to Jaguar E, digitale video, CH - Lecco 2007
- Nature Obscure, digitale video, Lecco 2007
- Ma-mma, digitale video, 2008
- Big Splash, digitale video en installatie, 2009
- Cracks in Memory, digitale video, 2009
- Goa Radio Station from North Pole - Self-Portrait, digitale video en fotografie, 2010; met muziek van Mirko Lalit Egger
- The First Poetry Space Shuttle Landing on Second Life, digitale video van Second Life, 2010; met muziek van Mirko Lalit Egger
- Finally I Remember, 2010; met muziek van de rockband The NUV

### Net-Poetry (Internetpoëzie)
- 1998 - Karenina.it, MAD 2003 Award (Section: "NET_ZINE"), Madrid
- 2001 - Parallel Action-Bunker, 47 Biënnale van Venetië, Harald Szeemann Kurator (in: Bunker poetico, Installatie: Marco Nereo Rotelli)
- 2002 - Copia dal vero (Paint from Nature), Florenz (I) und Ajaccio (F) (Rhizome Database, NYC)
- 2002 - Global Poetry, UNESCO 2002 (Rhizome Database, NYC)
- 2003 - GATES, 50 Biënnale van Venetië (in: BlogWork the ArtWork is the Network, ASAC)
- 2005 - Virtual Island, 51. Biënnale van Venetië (a latere), in: Isola della Poesia; Installatie: Marco Nereo Rotelli, Achille Bonito Oliva Kurator.
- 2009 - The First Poetry Shuttle Landing on Second Life, virtuele installatie (4 juni - 22 november, 2009); 53rd Biënnale van Venetië, in the collateral event MHO_Save the Poetry.[1]
- 2009 - Network Poetico_Net-Poetry Reading in Web Cam, een gezamenlijke performance met dichters uit de hele wereld, met elkaar verbonden door webcam en Skype. San Servolo Island (Venetië), conferentieruimte, 9 oktober 2009.[2]
- 2014 - Big Splash, Royal Palace, Napels, 8 oktober - 3 november 2014 in het kader van OLE.01 Festival[3]

### Publicaties
Fictie
- Còlor Còlor, roman, Pasian di Prato - UD, Campanotto Editore, 1998, ISBN 88-456-0072-6
- Il sofà sui binari, roman, Novi Ligure, Puntoacapo Editrice, 2013. ISBN 978-88-6679-137-9

Poëzie
- Fenomenologie seriali / Serial Phenomenologies, gedichten met parallelle Inglese tekst; nawoord door Francesco Muzzioli; kritische kanttekeningen door David W. Seaman; Campanotto Editore, Pasian di Prato - UD, 2010, ISBN 978-88-456-1188-9
- Il libro dell'oppio (1975 - 1990); Nawoord Mauro Ferrari; Puntoacapo Editrice, Novi Ligure 2012, ISBN 978-88-6679-110-2
- Aspettando la fine del mondo / Waiting for the End of the World, gedichten met parallelle Engels tekst; Nawoord Erminia Passannanti; kritische kanttekeningen door David W. Seaman, Fermenti, Rome, 2012, ISBN 978-88-97171-30-0

Non-fictie
- Tecno-Poesia e realtà virtuali / Techno-Poetry and Virtual Realities, essay (Italiaans / Engels), Mantova, Sometti 2002. ISBN 88-88091-85-8
- Virtual Mercury House. Planetary & Interplanetary Events, een boek met dvd, parallelle vertaling Engels, Rome, Polìmata, 2012, ISBN 978-88-96760-26-0

Andere publicaties
- AAVV, Davinio, schilderen, catalogus, Rome, Parametro 1990
- Caterina Davinio, “Fenomenologie seriali”, Gedichten, "Tellus" 24-25, Scritture Celesti (S. Cassiano Valchiavenna - SO, I), Ed. Labos, 2003, ISSN 1124-1276
- Caterina Davinio, "Scritture/Realtà virtuali", essay in Scritture/Realtà, Milano 2002.
- Caterina Davinio, "La poesia video-visiva tra arte elettronica e avanguardia letteraria", essay, "Doc(K)s" (F), 1999, ISSN Doc(k)s 0396/3004, commission paritaire 52 841.
- Caterina Davinio, "Net-Performance: Processes and Visible Form", essay, "Doc(k)s", 2004, Ajaccio, F, ISSN Doc(k)s 0396/3004, commission paritaire 52 841.
- Caterina Davinio, Paint from Nature, net-performance, "Doc(k)s", paper and CD, 2001, Ajaccio, F, ISSN Doc(k)s 0396/3004, commission paritaire 52 841